# استیلویل (میزوری)
استیلویل (به انگلیسی: Steelville) یک شهر در ایالات متحده آمریکا است که در شهرستان کرافورد، میزوری واقع شده‌است. استیلویل ۶٫۲۷ کیلومتر مربع مساحت و ۱٬۶۴۲ نفر جمعیت دارد و ۲۲۸ متر بالاتر از سطح دریا قرار دارد.